# Glittertind
De Glittertind is de op een na hoogste berg van Noorwegen, en is 2464 meter hoog inclusief de op de top liggende gletsjer van 12 m dik. Hij behoort tot de gemeente Lom, in het berggebied Jotunheimen. De gletsjer op de top is de afgelopen jaren zo erg gesmolten dat de berg de titel van 'hoogste berg van het land' moest overlaten aan de dichtbij gelegen Galdhøpiggen, de nu hoogste top van Noorwegen.
Vanuit Randsverk kan men vanaf een parkeerplaats in circa anderhalf uur naar 1390 meter wandelen waar de hut Glitterheim ligt. Van hieruit is het mogelijk naar de top te klimmen.